# Kelloselkä

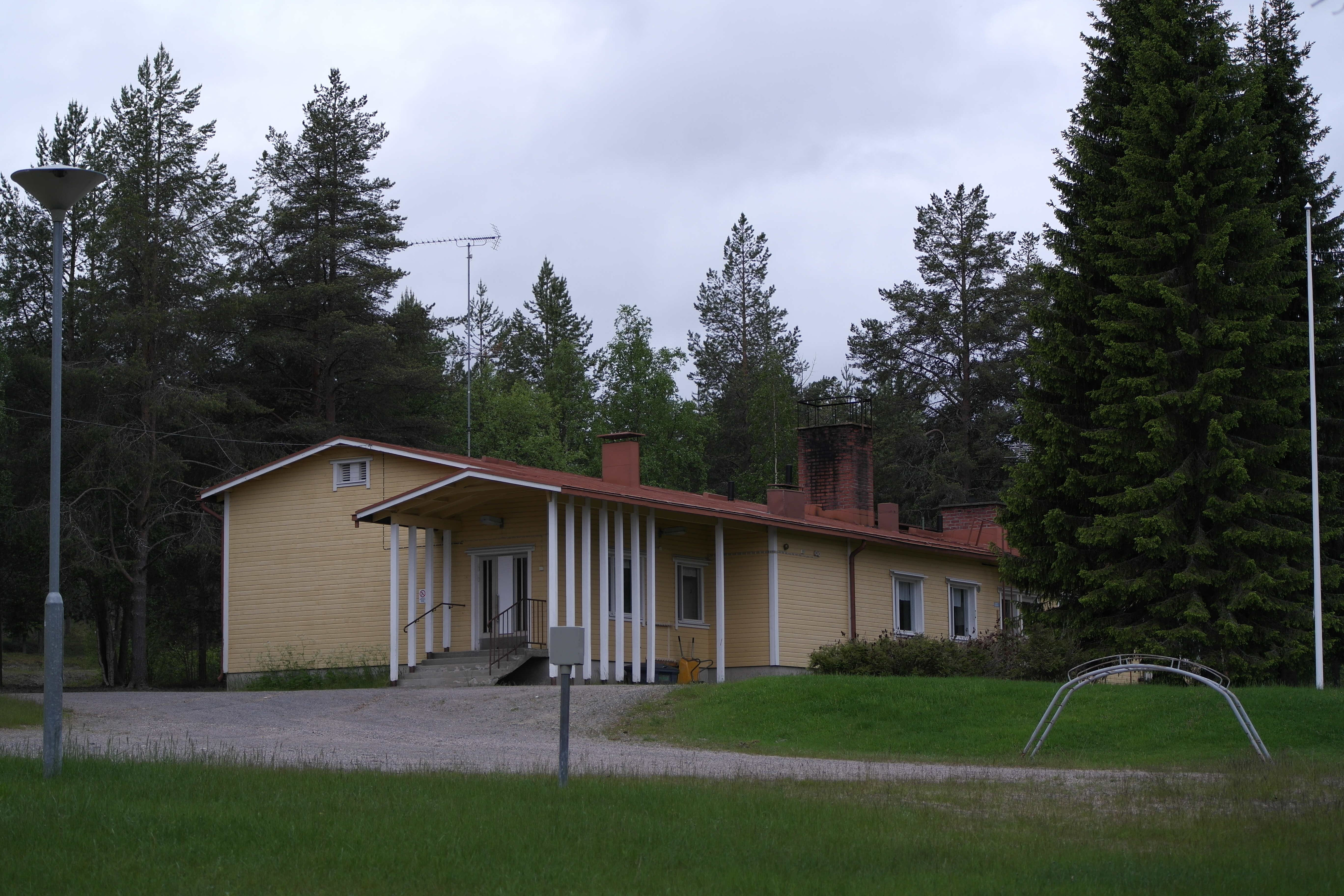
Schule (2015)

Kelloselkä ist ein Ort in der Gemeinde Salla, Kainuu, Finnland.

## Geografie
Kelloselkä liegt in der finnischen Taiga und ist über die Landstraße 82 Savukoskentie an das finnische Straßennetz angeschlossen. Ca. 6 km östlich von Kelloselkä befindet sich der Grenzübergang nach Russland.
Koordinaten: 66° 56′ N, 28° 53′ O